# 红肉篮蛤
红肉篮蛤（学名：Aloidis）为篮蛤科篮蛤属的动物，俗名红肉，是中国的特有物种。分布于广东等地，生活环境为海水，常栖息于潮间带下部浅海的泥质海底以及要求盐度较高。